# NGC 5011
NGC 5011 هي مجرة إهليلجية تقع في كوكبة قنطورس. تم اكتشافها في 3 يونيو 1834 من قبل جون هيرشل. وصفت بأنها «مشرقة جدا وصغيرة إلى حد كبير ودائرية وبين 4 نجوم» من قبل جون لويس إميل دراير مترجم كتالوج العام الجديد.

## رفاقه
العديد من المجرات لا ترتبط جسديا مع NGC 5011، ولكنها تظهر بالقرب من NGC 5011 في السماء ليلا. PGC 45847 هي مجرة حلزونية تعرف أيضا باسم NGC 5011A. PGC 45918 هي مجرة محدبة تبعد حوالي 156 مليون سنة ضوئية من الأرض تقع في قنطورس (كوكبة) وتسمى NGC 5011B. PGC 45917 هي مجرة قزمة وتسمى أيضا NGC 5011C. على الرغم من NGC 5011B و 5011C تظهر قريبة من بعضها البعض الا انه لا يوجد علامات على تفاعلهم. NGC 5011C هو في الواقع أقرب بكثير وهو في قنطورس (كوكبة) A / M83، يبعد حوالي 13 مليون سنة ضوئية.

## وصلات خارجية
- NGC 5011 على موقع ويكي سكاي: DSS2, SDSS, GALEX, IRAS, Hydrogen α, X-Ray, Astrophoto, Sky Map, Articles and images